# Ella Rosén
Eleonora Karin Margareta (Ella) Rosén, född 14 januari 1911 i Göteborg, död 29 juni 1984 i Stockholm, var en svensk skådespelare och scripta. Rosén var dotter till skådespelaren Erik Rosén och syster till skådespelaren Aina Rosén.

## Roller (urval)
- 1940 – Åh, en så'n advokat
- 1942 – Halta Lottas krog
- 1942 – Man glömmer ingenting
- 1943 – Anna Lans
- 1943 – Brödernas kvinna
- 1944 – Appassionata